# Zadziele (gmina)
Zadziele (niem. Amtsbezirk Zadziele) – dawna zbiorowa gmina wiejska  (Amtsbezirk), funkcjonująca w latach 1940–1945 pod okupacją niemiecką w Polsce. Siedzibą gminy było Zadziele (obecnie wieś niemal zupełnie zatopiona przez wody Jeziora Żywieckiego).
Gmina Zadziele powstała na obszarze dotychczasowego powiatu żywieckiego, który 26 października 1939 wcielono do III Rzeszy pod nazwą Landkreis Saybusch jako część rejencji katowickiej (Regierungsbezirk Kattowitz)). Gmina należała do okręgu sądowego w Żywcu (Amtsgericht Saybusch).
Gminę Zadziele utworzono 30 listopada 1940 z części obszarów trzech gmin:
- gminy Sporysz – Czernichów (Schwarzensola), Międzybrodzie (Furtendorf), Moszczanica (Moosbrück), Oczków (Augenbach), Tresna (Tressental) i Zadziele (Sattenau);
- gminy Ślemień – Kocierz ad Rychwałd (Kutzendorf);
- zniesionej gminy Gilowice – Kocierz ad Moszczanica (Kutzenhöhe), Łękawica (Wiesenhuben), Łysina (Kahlhöhe), Okrajnik (Randsacker) i Rychwałd (Großlichtenwald).

1 lipca 1941 z gminy Zadziele wyłączono Łękawicę, Łysinę, Okrajnik i Rychwałd, włączając je do reaktywowanej gminy Gilowice w tymże powiecie
Jednostka przetrwała do 1945 roku. Po wojnie zniesiona na mocy Dekretu PKWN z 21 sierpnia 1944 r. o trybie powoływania władz administracji ogólnej, który zakładał, że wszelkie zmiany w podziale administracyjnym wprowadzone przez okupanta winne zostać uchylone.
| Gromada / Sołectwo      | 1934-08-01 1940-11-29 | 1940-11-30 1941-06-30 | 1941-07-01 1944-08-21 | 1944-08-22 1954-09-28 | 1973-01-01 1976-07-01 | 1976-07-02 1991-04-01 | 1991-04-02 |
| ----------------------- | --------------------- | --------------------- | --------------------- | --------------------- | --------------------- | --------------------- | ---------- |
| Gilowice                | Gilowice              | Ślemień               | Gilowice              | Gilowice              | Gilowice              | Gilowice-Ślemień      | Gilowice   |
| Kocierz Moszczanicki    | Gilowice              | Zadziele              | Zadziele              | Gilowice              | Łękawica              | Gilowice-Ślemień      | Łękawica   |
| Łękawica                | Gilowice              | Zadziele              | Gilowice              | Gilowice              | Łękawica              | Gilowice-Ślemień      | Łękawica   |
| Łysina                  | Gilowice              | Zadziele              | Gilowice              | Gilowice              | Łękawica              | Gilowice-Ślemień      | Łękawica   |
| Okrajnik                | Gilowice              | Zadziele              | Gilowice              | Gilowice              | Łękawica              | Gilowice-Ślemień      | Łękawica   |
| Rychwałd                | Gilowice              | Zadziele              | Gilowice              | Gilowice              | Gilowice              | Gilowice-Ślemień      | Gilowice   |
| Rychwałdek              | Gilowice              | Sporysz               | Sporysz               | Gilowice              | Świnna                | Świnna                | Świnna     |
| Hucisko                 | Ślemień               | Jeleśnia              | Jeleśnia              | Ślemień               | Stryszawa             | Stryszawa             | Stryszawa  |
| Kocierz Rychwałdzki     | Ślemień               | Zadziele              | Zadziele              | Ślemień               | Łękawica              | Gilowice-Ślemień      | Łękawica   |
| Kocoń                   | Ślemień               | Ślemień               | Gilowice              | Ślemień               | Ślemień               | Gilowice-Ślemień      | Ślemień    |
| Kurów                   | Ślemień               | Ślemień               | Stryszawa             | Ślemień               | Stryszawa             | Stryszawa             | Stryszawa  |
| Las                     | Ślemień               | Ślemień               | Stryszawa             | Ślemień               | Ślemień               | Gilowice-Ślemień      | Ślemień    |
| Pewel Ślemieńska        | Ślemień               | Ślemień               | Gilowice              | Ślemień               | Świnna                | Świnna                | Świnna     |
| Pewelka                 | Ślemień               | Ślemień               | Stryszawa             | Ślemień               | Stryszawa             | Stryszawa             | Stryszawa  |
| Ślemień                 | Ślemień               | Ślemień               | Gilowice              | Ślemień               | Ślemień               | Gilowice-Ślemień      | Ślemień    |
| Czernichów              | Sporysz               | Zadziele              | Zadziele              | Sporysz               | Czernichów            | Czernichów            | Czernichów |
| Isep                    | Sporysz               | Żywiec (m)            | Żywiec (m)            | Sporysz (do 1949)     | Żywiec (m)            | Żywiec (m)            | Żywiec (m) |
| Międzybrodzie Żywieckie | Sporysz               | Zadziele              | Zadziele              | Sporysz               | Czernichów            | Czernichów            | Czernichów |
| Moszczanica             | Sporysz               | Zadziele              | Zadziele              | Sporysz               | Łękawica              | Żywiec (m)            | Żywiec (m) |
| Oczków                  | Sporysz               | Zadziele              | Zadziele              | Sporysz               | Łękawica              | Gilowice-Ślemień      | Żywiec (m) |
| Pewel Mała              | Sporysz               | Sporysz               | Sporysz               | Sporysz               | Świnna                | Świnna                | Świnna     |
| Przyłęków               | Sporysz               | Sporysz               | Sporysz               | Sporysz               | Świnna                | Świnna                | Świnna     |
| Sporysz                 | Sporysz               | Sporysz               | Sporysz               | Sporysz (do 1949)     | Żywiec (m)            | Żywiec (m)            | Żywiec (m) |
| Świnna                  | Sporysz               | Sporysz               | Sporysz               | Sporysz               | Świnna                | Świnna                | Świnna     |
| Tresna                  | Sporysz               | Zadziele              | Zadziele              | Sporysz               | Czernichów            | Czernichów            | Czernichów |
| Trzebinia               | Sporysz               | Sporysz               | Sporysz               | Sporysz               | Świnna                | Świnna                | Świnna     |
| Zadziele (do 1966)      | Sporysz               | Zadziele              | Zadziele              | Sporysz               | zalane                | zalane                | zalane     |
| Bujaków                 | Porąbka               | Kozy                  | Kozy                  | Porąbka               | Porąbka               | Porąbka               | Porąbka    |
| Czaniec                 | Porąbka               | Kęty                  | Kęty                  | Porąbka               | Porąbka               | Porąbka               | Porąbka    |
| Kobiernice              | Porąbka               | Kozy                  | Kozy                  | Porąbka               | Porąbka               | Porąbka               | Porąbka    |
| Międzybrodzie Bialskie  | Porąbka               | Kozy                  | Kozy                  | Porąbka               | Czernichów            | Czernichów            | Czernichów |
| Porąbka                 | Porąbka               | Kozy                  | Kozy                  | Porąbka               | Porąbka               | Porąbka               | Porąbka    |
| Kozy                    | Biała                 | Kozy                  | Kozy                  | Biała                 | Kozy                  | Kozy                  | Kozy       |
| Koszarawa               | Stryszawa             | Jeleśnia              | Jeleśnia              | Stryszawa             | Koszarawa             | Koszarawa             | Koszarawa  |
| Krzeszów                | Stryszawa             | Stryszawa             | Stryszawa             | Stryszawa             | Stryszawa             | Stryszawa             | Stryszawa  |
| Kuków                   | Stryszawa             | Stryszawa             | Stryszawa             | Stryszawa             | Stryszawa             | Stryszawa             | Stryszawa  |
| Lachowice               | Stryszawa             | Stryszawa             | Stryszawa             | Stryszawa             | Stryszawa             | Stryszawa             | Stryszawa  |
| Stryszawa               | Stryszawa             | Stryszawa             | Stryszawa             | Stryszawa             | Stryszawa             | Stryszawa             | Stryszawa  |
| Targoszów (od 1949)     | –                     | –                     | –                     | Stryszawa             | Stryszawa             | Stryszawa             | Stryszawa  |